# Cerodontha hirsuta
Cerodontha hirsuta är en tvåvingeart som beskrevs av Mitsuhiro Sasakawa 1972. Cerodontha hirsuta ingår i släktet Cerodontha och familjen minerarflugor.
Artens utbredningsområde är Taiwan. Inga underarter finns listade i Catalogue of Life.